# Parma
Parma je grad u talijanskoj pokrajini Emilia-Romagna, poznat po svojoj arhitekturi i bogatoj okolici. Sjedište je poznatog sveučilišta - Università degli Studi di Parma, UNIPR, jednog od najstarijih na svijetu. Rječica Parma dijeli grad na dva dijela, grad je dobio ime, po etruščanskom imenu za okrugli štit - Parma, koje su usvojili i Rimljani.
Parma je i upravno sjedište istoimene provincije s više od 180 000 stanovnika, kao i biskupijsko sjedište.

## Povijest
Grad su osnovali Rimljani u 2. stoljeću prije Krista. Važno je prometno i trgovačko središte. Nakon ostrogotskih razaranja u 4. stoljeću naselje je obnovljeno u srednjem vijeku. Bio je poprište sukoba između Svetog Rimskog Carstva i Pape u 14. stoljeću, pa je često mijenjao vladare. Papa Pavao III. 1545. godine proglasio je Parmu dijelom Vojvodstva Parme i Paicenze. Nakon razdoblja habsburgške vlasti, potkraj 18. stoljeća grad dolazi pod vlast Francuza, da bi se već 1815. godine vratio pod austrijsku vlast. Godine 1861. Parma je priključena novoosnovanoj Kraljevini Italiji. Danas je Parma važno cestovno i željezničko čvorište na pravcu između Milana i Bologne. Ima razvijenu prehrambenu i farmaceutsku industriju, metalurgiju, proizvodnju stakla i strojeva, a najpoznatiji proizvod je sir parmezan.

## Poznate osobe

### Slikari i kipari
- Girolamo Francesco Maria Mazola, poznatiji kao Parmigianino, slikar
- Sisto Badalocchio, slikar
- Alessandro Araldi, slikar
- Michelangelo Anselmi, slikar rođen u Toskani
- Giovanni Maria Francesco Rondani, slikar
- Girolamo Mazzola Bedoli, slikar
- Antonio da Correggio, slikar rođen u Correggiu (Reggio Emilia)
- Benedetto Antelami arhitekt i kipar
- Giacomo Zanguidi, slikar
- Bartolomeo Schedoni, slikar
- Oreste Carpi, slikar

### Ostali
- Giambattista Bodoni, tipograf
- Ferdinando Paer, skladatelj
- Giuseppe Verdi, skladatelj opera
- Arturo Toscanini, dirigent
- Bernardo Bertolucci, filmski redatelj
- Giovannino Guareschi, pisac
- Vittorio Bottego, istraživač
- Attilio Bertolucci, pjesnik
- Aleksandar Farnese, vojni zapovjednik
- Cleofonte Campanini, dirigent
- Franco Nero, glumac

## Poljoprivreda i prehrana
Parma je poznata po svojim prehrambenim proizvodima: po siru parmezanu (Parmigiano Reggiano), koji se proizvodi po cijeloj pokrajini Reggio Emilia, po svom pršutu (Prosciutto di Parma). Zbog velike tradicije u proizvodnji i plasmanu prehrambenih proizvoda, 2004. Parma je izabrana za sjedište Europske agencije za sigurnost prehrambenih proizvoda (European Food Safety Authority EFSA). 
Parma je sjedište dviju snažnih multinacionalnih prehrambenih kompanija; Barille (tjestenina) i Parmalata (mljekarska industrija).

### Prijateljski gradovi
- , Shijiazhuang, Kina
- , Milwaukee, SAD
- , Guadalajara, Meksiko
- , Bourg-en-Bresse, Francuska
- , Tours, Francuska
- , Guadalajara,  Castile-La Mancha, Španjolska
- , Ljubljana, Slovenija
- , Worms, Njemačka
- , Szeged, Mađarska
- , Moncton, Kanada
- , Stockton, SAD

## Vanjske poveznice
- Europska agencije za sigurnost prehrambenih proizvoda  Arhivirana inačica izvorne stranice od 29. svibnja 2007. (Wayback Machine)
- 360° panoramske slike grada  Arhivirana inačica izvorne stranice od 8. ožujka 2004. (Wayback Machine)
- Kratka povijest grada na videu